# Magnum (Band)
Magnum war eine englische Hard-Rock-Band. Sie wurde 1972 von Bob Catley und Tony Clarkin in Birmingham gegründet und 2024 nach Clarkins Tod aufgelöst. Die Stilistik der von der Band verfassten Stücke war geprägt von Bob Catleys Gesang sowie den für eine Hard-Rock-Gruppe eher untypischen begleitenden Keyboards und Synthesizern, welche, insbesondere während der frühen Phase, den Sound der Engländer festigten.

## Bandgeschichte

### Bis 1979
Anfangs spielte die Band Background für Del Shannon und andere amerikanische Sänger bei deren Konzerten in England. Der Erfolg war jedoch mäßig, die Konzerte eher kleinerer Natur. Der eigentliche Durchbruch gelang Magnum erst 1976 als Vorgruppe für die Metal-Band Judas Priest.
Trotz der kontroversen Mischung von Judas Priests Heavy Metal und dem eher „normalen“ Rock von Magnum wurde Jet Records – die seinerzeit auch das Electric Light Orchestra unter Vertrag hatten – auf die Gruppe aufmerksam und bot ihnen einen Plattenvertrag an.
Die ersten beiden Alben Kingdom of Madness (dessen Titelsong über 10 Jahre im Live-Set erhalten bleiben sollte) und Magnum II erschienen im Abstand von weniger als einem Jahr.
Obwohl sich Catley sogar von David Coverdale – dem Sänger von Whitesnake – in Sachen Bühnenshow beraten ließ, blieben Konzerte eher die Ausnahme. So gab es vor der Veröffentlichung von Magnum II lediglich acht Liveauftritte.

### 1980 bis 1985
1980 kam das dritte Werk Marauder als Live-Album heraus. Zu dieser Zeit wurde mit Keyboarder Mark Stanway (für Richard Bailey), Schlagzeuger Kex Gorin und Bassist Colin „Wally“ Lowe die lange Zeit geltende Besetzung der Band ausgearbeitet. Auftritte im Vorprogramm von Bands wie Blue Öyster Cult, Def Leppard, Tygers of Pan Tang, Krokus und Ozzy Osbourne erwiesen sich als Sprungbrett in die amerikanische Musikszene.
Im vierten Album Chase the Dragon waren die amerikanischen Einflüsse – nicht zuletzt durch den Produzenten Jeff Glixman und ihre Auftritte als Vorgruppe von Kansas – nicht mehr zu überhören, was Magnum eine Top-20-Platzierung einbrachte.
Im Jahr 1983 schien es zunächst, als ob die Band sich auflösen wolle. Das neue Album The Eleventh Hour verkaufte sich weit unter den Erwartungen der Plattenfirma.
Als Mark Stanway zur Band zurückkehrte und Bob Catley keine andere Sängerrolle fand, stieg der Optimismus wieder. Mit dem letzten eigenen Geld wurde bei FM Records das Album On a Storyteller’s Night aufgenommen. Diese Platte kam in den Albumcharts unter die Top 30 und brachte neben besten Kritiken für die Band auch einen Vertrag bei Polydor und die Eröffnung des Monsters-of-Rock-Festivals ein. On a Storyteller’s Night wird weithin als das klassische Magnum-Album angesehen, an dem alle folgenden gemessen wurden.

### 1986 bis 1995
1986 kam das von Queen-Schlagzeuger Roger Taylor und Dave Richards produzierte Album Vigilante heraus.
Wings of Heaven schaffte es 1988 mit einer Mischung der auf Vigilante und On a Storyteller’s Night zu hörenden Stilrichtungen sogar in die Top 5. Der Titel Pray for the Day forderte die Zuhörer auf, für einen Fall der Berliner Mauer zu beten. Zitat: „Pray for the day this city’s wall, concrete for chains, will crumble and fall …“
1988 war mit drei ausverkauften Konzerten in Londons berühmtem Hammersmith Odeon eines der erfolgreichsten Jahre von Magnum. Das Spektakel wurde auf Video und als Radiokonzert festgehalten.
Im Jahr 1990 erreichte das Album Goodnight L. A. weder die Platzierungen noch die positiven Kritiken des Vorgängers. Die darauffolgende Tour wurde zusammengeschnitten auf dem Album The Spirit veröffentlicht.
Im Jahr 1992 wurde unter der Plattenfirma Music for Nations das Album Sleepwalking veröffentlicht.
Das 1993 bei FM Records erschienene Keeping the Nite Light Burning entsprach ganz dem damaligen Trend des MTV-Unplugged-Geistes. In diesem Jahr kam auch die erste Kompilation mit dem Titel Archive heraus. Diese bestand zum einen aus Erstveröffentlichungen von Songs aus der frühen Zeit von Magnum, aufgenommen in den Nest-Studios in Birmingham 1974, wie z. B. Sea Bird, Slipping Away, zum anderen aus bearbeiteten bzw. alternativen/ursprünglichen Versionen altbekannter Songs wie Kingdom of Madness, The Word, Lights Burned Out usw.
1994 erschien mit Rock Art die erste und einzige Platte bei EMI Electrola.
Ende 1995 löste sich die Band nach einem letzten Live-Auftritt in Wolverhampton auf. Clarkin und Catley machten als Duo Hard Rain weiter, mit neuen Sounds und anderen Musikstilen. Zeitgleich kam ein Doppelalbum namens The Last Dance heraus, das die letzten Live-Auftritte von Magnum eindrucksvoll dokumentiert.

### Ab 2001

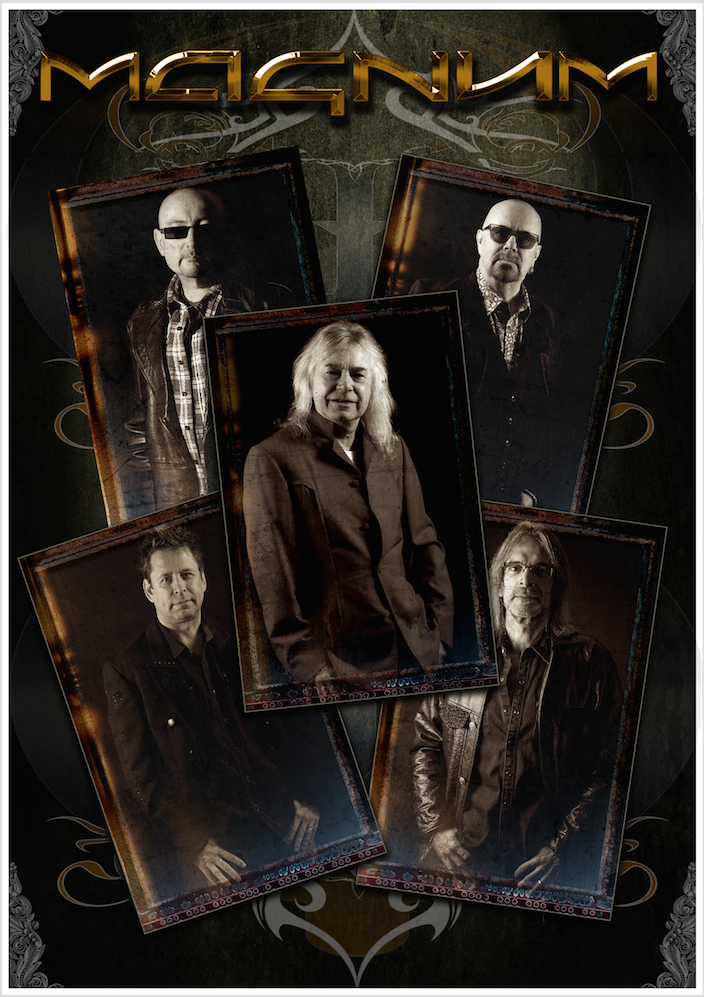
Magnum (2017)
Harry James, Tony Clarkin,
Bob Catley,
Al Barrow, Rick Benton

2001 erfolgte die Wiedervereinigung; es erschienen die Studioalben Breath of Life und 2004 Brand New Morning, das eine auffällige Stil-Änderung zum melodischen Hard-Rock aufweist. Eine erfolgreiche Tour im Jahr 2005 feierte das 20-jährige Jubiläum des On a Storyteller’s Night-Albums. Das Konzert aus dem London Astoria wurde auf einer Live-DVD mit dem Titel Livin’ the Dream veröffentlicht. Am 23. März 2007 erschien das Album Princess Alice and the Broken Arrow. Darauf konzentrieren sich Magnum eher auf die ruhigeren Seiten der Rockmusik und kehren mit Titeln wie Dragons Are Real wieder zu fantastischen Themen zurück. 2009 erschien das sechzehnte Studioalbum der Band Into the Valley of the Moonking zu dem es auch wieder eine Tour durch Europa gab. Im Januar 2011 erschien das Album The Visitation. Ende des Jahres folgte zudem die Best-of-Zusammenstellung Evolution, die zwei neue Songs sowie geremixte und teils neu aufgenommene Versionen der besten Titel von 2002 bis 2011 enthält. Im September 2012 erschien das Studioalbum On the 13th Day, welches mit einer ausgedehnten Europa-Tour Ende des Jahres beworben wurde. Zu diesem Album gab es zum ersten Mal seit vielen Jahren mit So Let It Rain wieder eine Single-Veröffentlichung.
Im März 2014 folgte das Album Escape from the Shadow Garden, dem sich im Mai 2015 die Live-Aufnahme Escape from the Shadow Garden – Live 2014 anschloss. Im Februar 2016 schließlich veröffentlichten Magnum das Album Sacred Blood “Divine” Lies, das bis auf Platz 20 der deutschen Charts kletterte.
Mark Stanway verließ Magnum am 7. Dezember 2016 und formierte die Tributeband Kingdom of Madness, an der auch die früheren Magnum-Mitglieder Richard Bailey und Mickey Barker mitwirken. Er wurde durch Keyboarder Rick Benton ersetzt, der zum ersten Mal live mit Magnum am 10. Dezember 2016 in der The Wulfrun Hall in Wolverhampton in England auftrat. Benton wurde im Januar 2017 offiziell als neues Bandmitglied vorgestellt. Am 25. Juni 2019 verließ Bassist Al Barrow die Band. Dennis Ward (Pink Cream 69, Unisonic) wurde daraufhin als neues Mitglied vorgestellt. Am 17. Januar 2020 veröffentlichte die Band das Studioalbum The Serpent Rings, zwei Jahre später folgte The Monster Roars.
Tony Clarkin verstarb am 7. Januar 2024 nach kurzer Krankheit. Nur fünf Tage später, am 12. Januar 2024, wurde Magnums 23. und letztes Studioalbum Here Comes the Rain veröffentlicht. Es erreichte Platz 2 der deutschen LP-Charts, die höchste Platzierung aller Magnum-Alben. Am 8. März 2024 verkündete das verbliebene Gründungsmitglied Bob Catley in einem Videostatement das offizielle Ende der Band. Im September 2024 gab Catley jedoch bekannt, durch eine Tour mit Avantasia wieder Lust am Projekt Magnum bekommen zu haben. Für Januar 2025 wurden fünf Konzerte angekündigt, die Tony Clarkin gewidmet sind. Im Zuge dessen wurde Brendon Riley als Gitarrist für die Tour 2025 vorgestellt.

## Besetzungen
Die Bandgeschichte von Magnum ist nachfolgend anhand der Besetzungen dargestellt.

## Diskografie

### Studioalben
| Jahr | Titel                             | Höchstplatzierung, Gesamtwochen, AuszeichnungChartplatzierungen (Jahr, Titel, Platzierungen, Wochen, Auszeichnungen, Anmerkungen) | Höchstplatzierung, Gesamtwochen, AuszeichnungChartplatzierungen (Jahr, Titel, Platzierungen, Wochen, Auszeichnungen, Anmerkungen) | Höchstplatzierung, Gesamtwochen, AuszeichnungChartplatzierungen (Jahr, Titel, Platzierungen, Wochen, Auszeichnungen, Anmerkungen) | Höchstplatzierung, Gesamtwochen, AuszeichnungChartplatzierungen (Jahr, Titel, Platzierungen, Wochen, Auszeichnungen, Anmerkungen) | Anmerkungen                                       |
| Jahr | Titel                             | DE | AT | CH | UK | Anmerkungen                                       |
| ---- | --------------------------------- | --- | --- | --- | --- | ------------------------------------------------- |
| 1978 | Kingdom of Madness                | — | — | — | UK58 (1 Wo.)UK | Erstveröffentlichung: August 1978                 |
| 1979 | Magnum II                         | — | — | — | — | Erstveröffentlichung: Oktober 1979                |
| 1982 | Chase the Dragon                  | — | — | — | UK17 (7 Wo.)UK | Erstveröffentlichung: Februar 1982                |
| 1983 | The Eleventh Hour                 | — | — | — | UK38 (4 Wo.)UK | Erstveröffentlichung: Mai 1983                    |
| 1985 | On a Storyteller’s Night          | — | — | — | UK24 Gold · (7 Wo.)UK | Erstveröffentlichung: 13. Mai 1985                |
| 1986 | Vigilante                         | DE59 (2 Wo.)DE | — | — | UK24 (5 Wo.)UK | Erstveröffentlichung: 26. September 1986          |
| 1988 | Wings of Heaven                   | DE19 (11 Wo.)DE | — | CH7 (10 Wo.)CH | UK5 Silber · (9 Wo.)UK | Erstveröffentlichung: 28. März 1988               |
| 1990 | Goodnight L. A.                   | DE21 (13 Wo.)DE | — | CH12 (8 Wo.)CH | UK9 (5 Wo.)UK | Erstveröffentlichung: Juli 1990                   |
| 1992 | Sleepwalking                      | DE67 (9 Wo.)DE | — | — | UK27 (2 Wo.)UK | Erstveröffentlichung: Oktober 1992                |
| 1993 | Keeping the Nite Light Burning    | — | — | — | — | Erstveröffentlichung: 1993                        |
| 1994 | Rock Art                          | DE83 (4 Wo.)DE | — | CH31 (5 Wo.)CH | UK57 (1 Wo.)UK | Erstveröffentlichung: Juli 1994                   |
| 1997 | Hard Rain                         | — | — | — | — | Erstveröffentlichung: 10. März 1997 als Hard Rain |
| 1999 | When the Good Times Come          | — | — | — | — | Erstveröffentlichung: 17. Mai 1999 als Hard Rain  |
| 2002 | Breath Of Life                    | DE67 (1 Wo.)DE | — | — | — | Erstveröffentlichung: 25. Februar 2002            |
| 2004 | Brand New Morning                 | DE60 (1 Wo.)DE | — | — | — | Erstveröffentlichung: August 2004                 |
| 2007 | Princess Alice & the Broken Arrow | DE60 (1 Wo.)DE | — | — | UK70 (1 Wo.)UK | Erstveröffentlichung: 26. März 2007               |
| 2009 | Into the Valley of the Moonking   | DE59 (1 Wo.)DE | — | CH59 (1 Wo.)CH | UK82 (1 Wo.)UK | Erstveröffentlichung: 15. Juni 2009               |
| 2011 | The Visitation                    | DE19 (3 Wo.)DE | — | CH56 (1 Wo.)CH | UK55 (1 Wo.)UK | Erstveröffentlichung: 14. Januar 2011             |
| 2012 | On the Thirteenth Day             | DE28 (1 Wo.)DE | — | CH57 (1 Wo.)CH | UK43 (1 Wo.)UK | Erstveröffentlichung: 21. September 2012          |
| 2014 | Escape from the Shadow Garden     | DE14 (2 Wo.)DE | — | CH22 (2 Wo.)CH | UK38 (1 Wo.)UK | Erstveröffentlichung: 19. März 2014               |
| 2016 | Sacred Blood “Divine” Lies        | DE20 (2 Wo.)DE | AT57 (1 Wo.)AT | CH26 (2 Wo.)CH | UK31 (1 Wo.)UK | Erstveröffentlichung: 3. Februar 2016             |
| 2018 | Lost on the Road to Eternity      | DE8 (3 Wo.)DE | AT22 (1 Wo.)AT | CH8 (3 Wo.)CH | UK15 (1 Wo.)UK | Erstveröffentlichung: 19. Januar 2018             |
| 2020 | The Serpent Rings                 | DE5 (3 Wo.)DE | AT47 (1 Wo.)AT | CH7 (4 Wo.)CH | UK36 (1 Wo.)UK | Erstveröffentlichung: 17. Januar 2020             |
| 2022 | The Monster Roars                 | DE5 (2 Wo.)DE | AT34 (1 Wo.)AT | CH7 (3 Wo.)CH | UK51 (1 Wo.)UK | Erstveröffentlichung: 14. Januar 2022             |
| 2024 | Here Comes the Rain               | DE2 (3 Wo.)DE | AT3 (2 Wo.)AT | CH4 (2 Wo.)CH | UK68 (1 Wo.)UK | Erstveröffentlichung: 12. Januar 2024             |

grau schraffiert: keine Chartdaten aus diesem Jahr verfügbar
Wiederveröffentlichte Studioalben
- 2005: Kingdom of Madness: Expanded Edition
- 2005: Magnum II: Expanded Edition
- 2005: Chase the Dragon: Expanded Edition
- 2005: The Eleventh Hour: Expanded Edition
- 2005: On a Storyteller’s Night: 20th Anniversary Expanded Edition

### Livealben
| Jahr | Titel                                     | Höchstplatzierung, Gesamtwochen, AuszeichnungChartplatzierungen (Jahr, Titel, Platzierungen, Wochen, Auszeichnungen, Anmerkungen) | Höchstplatzierung, Gesamtwochen, AuszeichnungChartplatzierungen (Jahr, Titel, Platzierungen, Wochen, Auszeichnungen, Anmerkungen) | Höchstplatzierung, Gesamtwochen, AuszeichnungChartplatzierungen (Jahr, Titel, Platzierungen, Wochen, Auszeichnungen, Anmerkungen) | Anmerkungen                           |
| Jahr | Titel                                     | DE | CH | UK | Anmerkungen                           |
| ---- | ----------------------------------------- | --- | --- | --- | ------------------------------------- |
| 1980 | Marauder                                  | — | — | UK34 (5 Wo.)UK | Erstveröffentlichung: April 1980      |
| 1991 | The Spirit                                | — | — | UK50 (1 Wo.)UK | Erstveröffentlichung: September 1991  |
| 2015 | Escape from the Shadow Garden – Live 2014 | DE82 (1 Wo.)DE | — | UK91 (1 Wo.)UK | Erstveröffentlichung: 6. Mai 2015     |
| 2019 | Live at the Symphony Hall                 | DE18 (1 Wo.)DE | CH33 (1 Wo.)CH | — | Erstveröffentlichung: 18. Januar 2019 |
| 2025 | Live at KK’s Steel Mill                   | DE13 (1 Wo.)DE | CH17 (1 Wo.)CH | — | Erstveröffentlichung: 10. Januar 2025 |

grau schraffiert: keine Chartdaten aus diesem Jahr verfügbar
Weitere Livealben 
- 1989: Invasion
- 1996: The Last Dance
- 1997: Stronghold
- 2000: Days of Wonder
- 2004: The River Sessions
- 2008: Wings of Heaven

### Kompilationen
| Jahr | Titel                             | Höchstplatzierung, Gesamtwochen, AuszeichnungChartplatzierungen (Jahr, Titel, Platzierungen, Wochen, Auszeichnungen, Anmerkungen) | Höchstplatzierung, Gesamtwochen, AuszeichnungChartplatzierungen (Jahr, Titel, Platzierungen, Wochen, Auszeichnungen, Anmerkungen) | Anmerkungen                          |
| Jahr | Titel                             | DE | CH | Anmerkungen                          |
| ---- | --------------------------------- | --- | --- | ------------------------------------ |
| 2017 | The Valley of Tears – The Ballads | DE98 (1 Wo.)DE | — | Erstveröffentlichung: 6. Januar 2017 |
| 2021 | Dance of the Black Tattoo         | DE42 (2 Wo.)DE | CH18 (2 Wo.)CH | Erstveröffentlichung: 8. Januar 2021 |

Weitere Kompilationen
- 1985: Anthology
- 1987: Mirador
- 1990: Foundation
- 1993: Chapter & Verse (The Very Best Of Magnum)
- 1993: Archive
- 1998: Road to Paradise: Anthology 1978–83
- 2002: Long Days, Black Nights
- 2011: Evolution

### EPs
| Jahr | Titel            | Höchstplatzierung, Gesamtwochen, AuszeichnungChartsChartplatzierungen (Jahr, Titel, Platzierungen, Wochen, Auszeichnungen, Anmerkungen) | Anmerkungen                |
| Jahr | Titel            | UK | Anmerkungen                |
| ---- | ---------------- | --- | -------------------------- |
| 1980 | Magnum – Live EP | UK47 (6 Wo.)UK | Erstveröffentlichung: 1980 |

### Singles (Auswahl)
| Jahr | Titel Album                                 | Höchstplatzierung, Gesamtwochen, AuszeichnungChartsChartplatzierungen (Jahr, Titel, Album, Platzierungen, Wochen, Auszeichnungen, Anmerkungen) | Anmerkungen                       |
| Jahr | Titel Album                                 | UK | Anmerkungen                       |
| ---- | ------------------------------------------- | --- | --------------------------------- |
| 1985 | Just Like An Arrow On a Storyteller’s Night | UK83 (3 Wo.)UK | Erstveröffentlichung: März 1985   |
| 1986 | Lonely Night Vigilante                      | UK70 (3 Wo.)UK | Erstveröffentlichung: 1986        |
| 1986 | Midnight Vigilante                          | UK91 (2 Wo.)UK | Erstveröffentlichung: 1986        |
| 1987 | When The World Comes Down Vigilante         | UK96 (1 Wo.)UK | Erstveröffentlichung: 1987        |
| 1988 | Days of No Trust Wings of Heaven            | UK32 (4 Wo.)UK | Erstveröffentlichung: 1988        |
| 1988 | Start Talking Love Wings of Heaven          | UK22 (4 Wo.)UK | Erstveröffentlichung: 1988        |
| 1988 | It Must Have Been Love Wings of Heaven      | UK33 (4 Wo.)UK | Erstveröffentlichung: 1988        |
| 1990 | Rockin’ Chair Goodnight L.A.                | UK27 (4 Wo.)UK | Erstveröffentlichung: Juni 1990   |
| 1990 | Heartbroke and Busted Goodnight L.A.        | UK49 (3 Wo.)UK | Erstveröffentlichung: August 1990 |

### Videoalben
- 1985: Live in London
- 1990: From Midnight to L.A.
- 1992: Live at Birmingham
- 2005: Livin’ the Dream

## Sonstiges
Als Intro, bei Konzerten wie auch auf den Livealben, verwendete Magnum das Stück Troika aus der Suite Leutnant Kishe von Sergei S. Prokofjew.